# Bảo tàng Thời chiến Churchill
Bảo tàng Thời chiến Churchill (tên gọi trước năm 1948: Cabinet War Rooms) là bảo tàng lịch sử nằm ở thành phố Westminster, thủ đô Luân Đôn. Bảo tàng là một nhánh của Bảo tàng Chiến tranh Đế quốc và tổ hợp các tòa nhà dưới lòng đất được sử dụng để làm trung tâm chỉ huy của chính phủ Anh trong Chiến tranh Thế giới thứ hai.
Phòng Nội các Thời chiến (Cabinet War Rooms) là di tích lịch sử được bảo tồn, nơi Thủ tướng Winston Churchill trú ẩn trong các cuộc tấn công ném bom của Đức Quốc xã vào Luân Đôn, và cũng nơi Churchill tổ chức các cuộc họp nội các của mình. Các cơ quan chính phủ tại Whitehall ở Westminster, và các tướng lĩnh lãnh đạo đã ở đây trong thời gian các máy bay ném bom rãi lên khắp Luân Đôn.
Việc xây dựng căn cứ ngầm của Phòng Nội các, nằm bên dưới tòa nhà Kho bạc (HM Treasury) tại Whitehall bắt đầu vào năm 1938. Văn phòng bắt đầu hoạt động hoàn chỉnh vào ngày 27 tháng 8 năm 1939, một tuần trước khi nước Anh tuyên chiến với Đức. Phòng Chiến tranh nội các vẫn hoạt động trong suốt Thế chiến II, trước khi bị bỏ hoang vào tháng 8 năm 1945 sau khi Nhật Bản đầu hàng.
Bảo tàng cũng bao gồm sở hữu bộ sưu tập đồ vật khổng lồ, những câu chuyện về cuộc đời và di sản của Winston Churchill, được mở cửa cho công chúng vào tháng 4 năm 1984. Vào năm 2005, để kỷ niệm 40 năm ngày mất của Churchill, việc trùng tu lại bảo tàng đã được hoàn tất với sự khai mạc bởi Nữ vương Elizabeth II.

## Tên gọi
Năm 2005, "Phòng Nội các Thời chiến" được đổi tên đầy đủ thành "Bảo tàng Churchill và Phòng Nội các Thời chiến" (Churchill Museum and Cabinet War Rooms).
Vào tháng 5 năm 2010, tên gọi chính của bảo tàng đã được rút ngắn thành "Bảo tàng Thời chiến Churchill" (Churchill War Rooms).

## Xây dựng

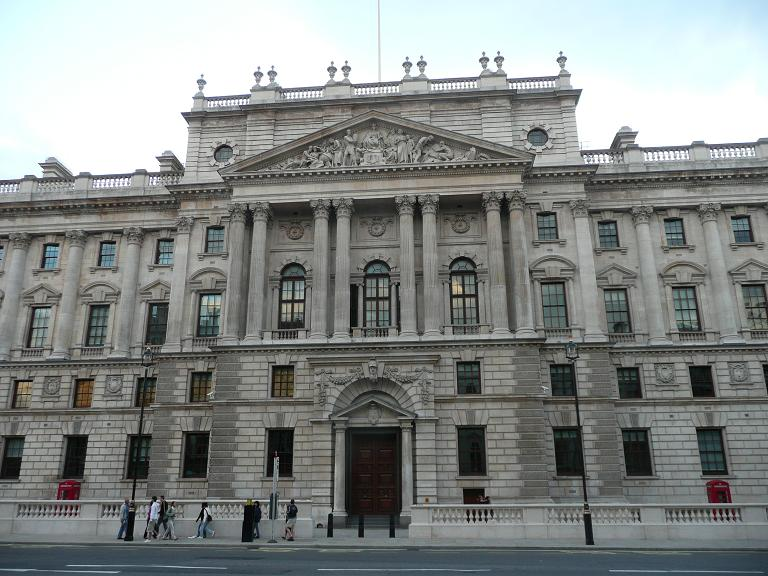
Bảo tàng Thời chiến Churchill nằm bên dưới hầm Kho bạc Chính phủ (trong thời chiến tranh nơi đây là căn cứ quân sự)

Năm 1936, Bộ Không quân, cơ quan chính phủ Anh chịu trách nhiệm về Lực lượng Không quân Hoàng gia Anh, đã xác định trong trường hợp kẻ thù chiến tranh ném bom vào Luân Đôn sẽ gây thương vong lên tới 200,000 người mỗi tuần. Các ủy ban của Chính phủ Anh dưới thời Warren Fisher và Sir James Rae vào năm 1937 và 1938, đã xem xét rằng các văn phòng chính thức của chính phủ nên được sơ tán từ trung tâm Luân Đôn ra các vùng ngoại ô, và các văn phòng không thiết yếu chuyển đến Midlands hay North West.
Trong khi chờ đợi sự sơ tán này vào tháng 5 năm 1938, Ngài Hastings Ismay, lúc đó là Phó Thư ký Ủy ban Phòng thủ Đế quốc (CID), đã ra lệnh triệu tập cho một cuộc khảo sát Văn phòng Công trình của Whitehall, để xác định một địa điểm thích hợp làm một trung tâm khẩn cấp tạm thời của chính phủ. Văn phòng kết luận địa điểm thích hợp nhất là tầng hầm của Văn phòng Công cộng Mới (gọi tắt là NPO), một tòa nhà chính phủ nằm ở góc đường Horse Guards và Đường Great George, gần Quảng trường Quốc hội. Hiện nay, tòa nhà bao gồm Kho bạc chính phủ. Mặt đường Phố Đại George của các Văn phòng Công cộng Mới là tầng hầm chứa các Phòng Nội các thời chiến.
Vào tháng 6 năm 1938, Công việc chuyển đổi thành tầng hầm trong Văn phòng Công cộng Mới bắt đầu, dưới sự giám sát của Ismay và Sir Leslie Hollis. Công việc bao gồm lắp đặt thiết bị liên lạc và phát thanh, cách âm, thông gió và gia cố. Trong khi đó vào mùa hè năm 1938, Văn phòng Chiến tranh, Bộ Hải quân và Bộ Không quân đã phát triển khái niệm "Phòng Chiến tranh trung tâm" để tạo điều kiện thuận lợi cho việc thảo luận và ra các quyết định giữa các Tham mưu trưởng của lực lượng vũ trang.
Vì quyền lực tối cao thuộc về chính phủ dân sự, Nội các hay Bộ Chiến tranh Nội các (một bộ phận nhỏ hơn), sẽ yêu cầu tiếp cận chặt chẽ với các nhân vật quân sự cấp cao. Căn cứ này ngụ ý gần với Phòng Chiến tranh Trung tâm (Central War Room) của lực lượng vũ trang.
Vào tháng 5 năm 1939, các nhà lãnh đạo đã quyết định rằng căn cứ của Nội các Anh sẽ được đặt trong trụ sở Phòng Chiến tranh Trung tâm.
Vào tháng 8 năm 1939, trước khi chiến tranh sắp xảy ra, các cơ quan Chính phủ được bảo vệ ở vùng ngoại ô vẫn chưa trong tình trạng sẵn sàng. Phòng Chiến tranh bắt đầu hoạt động vào ngày 27 tháng 8 năm 1939, chỉ vài ngày trước khi Cuộc tấn công Ba Lan vào ngày 1 tháng 9, và Anh tuyên chiến với Đức vào ngày 3 tháng 9 cùng năm.
Năm 1940, một lớp bê tông khổng lồ dày 5 ft, được gọi là 'Tấm sàn', đã được lắp đặt để bảo vệ các các tầng hầm căn cứ sau Trận Blitz.

## Sử dụng trong thời chiến

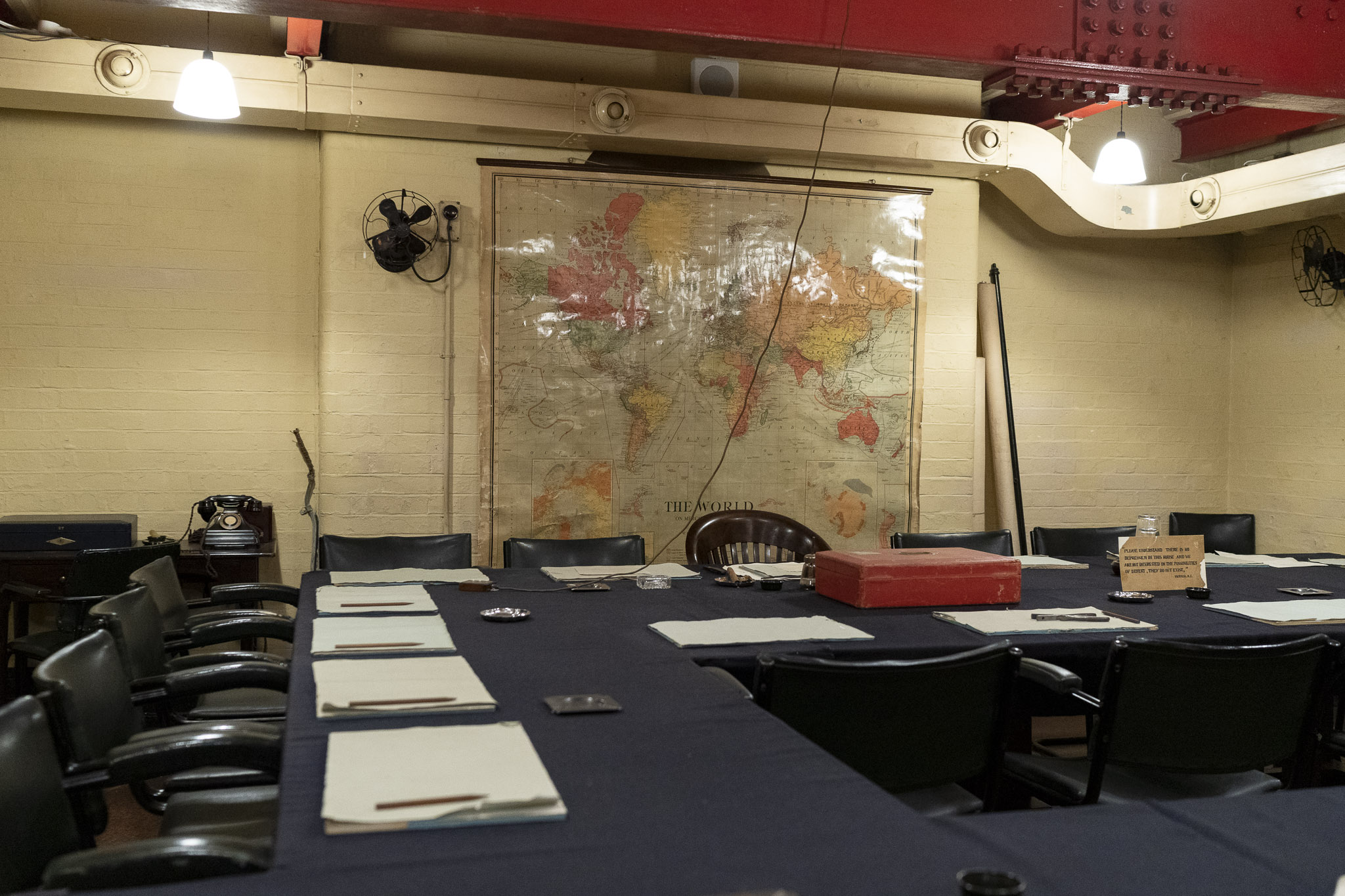
Phòng Nội các, nơi thủ tướng, các bộ trưởng và cố vấn chủ chốt của ông sẽ gặp các tổng tham mưu trưởng để đưa ra các quyết định quan trọng. Các bàn đã được bố trí để tạo ra một giếng trung tâm với đủ không gian cho ba chỗ ngồi.

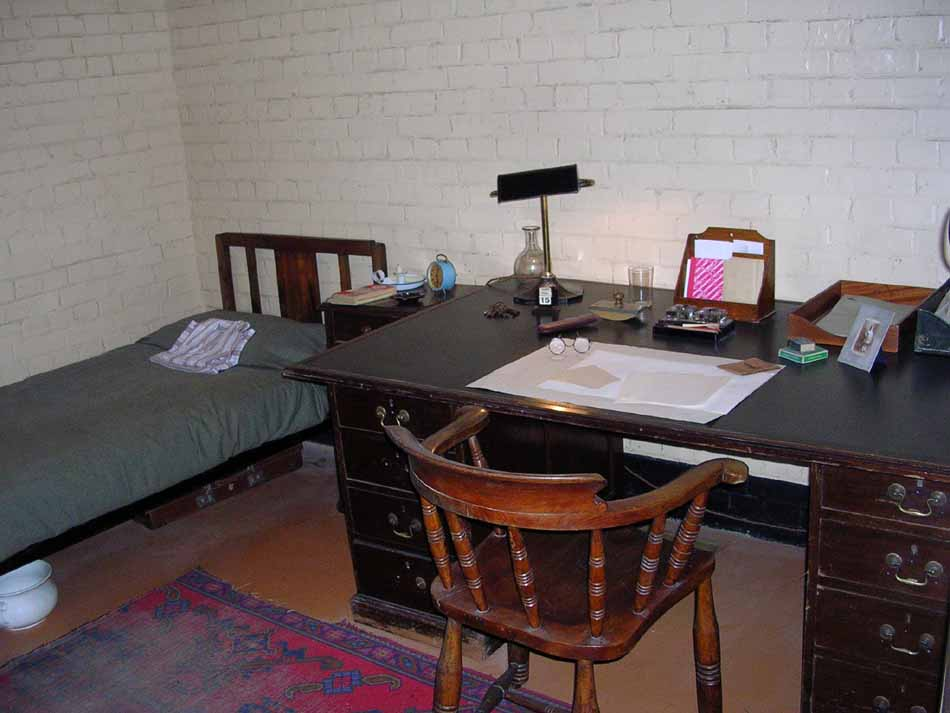
Phòng sinh hoạt của Brendan Bracken, Bộ trưởng Bộ Thông tin cho Churchill.

Trong thời gian hoạt động của văn phòng, hai trong số các Phòng Chiến tranh Nội các có tầm quan trọng đặc biệt. Sau khi đi vào hoạt động, Phòng Bản đồ của cơ sở được sử dụng liên tục và được các sĩ quan của Hải quân Hoàng gia, quân đội Anh và Không quân Hoàng gia kiểm soát suốt ngày đêm. Các sĩ quan này chịu trách nhiệm đưa ra một bản tóm tắt thông tin tình báo hàng ngày cho Nhà vua, Thủ tướng và các Tham mưu trưởng quân đội.
Những phòng quan trọng khác là Phòng Nội các. Cho đến khi Trận chiến nước Pháp khai mạc, bắt đầu vào ngày 10 tháng 5 năm 1940, nội các chiến tranh của Thủ tướng Neville Chamberlain chỉ họp một lần tại Phòng Chiến tranh vào tháng 10 năm 1939.
Sau khi Winston Churchill được bổ nhiệm làm Thủ tướng, Churchill đến thăm Phòng Nội các vào tháng 5 năm 1940 và tuyên bố: 'Đây là căn phòng mà từ đó tôi sẽ chỉ đạo cuộc chiến'. Trước đó, số 10 phố Downing bị hư hại nghiêm trọng trong một cuộc không kích, buộc Churchill phải di chuyển đến căn cứ lòng đất. Trong đó là tổng số 115 cuộc họp nội các được tổ chức tại hầm ngầm. Cuộc họp cuối cùng diễn ra vào ngày 28 tháng 3 năm 1945, khi chiến dịch ném bom bằng vũ khí hạng V của Đức kết thúc.

## Bỏ hoang
Sau khi chiến tranh kết thúc, Phòng Nội các Thời chiến trở nên dư thừa và bị bỏ hoang. Việc bảo trì văn phòng trở thành trách nhiệm của Bộ Xây dựng nước Anh. Vào tháng 3 năm 1948, câu hỏi về quyền tiếp cận của công chúng vào các Phòng Chiến tranh đã được nêu ra tại Quốc hội và Bộ trưởng chịu trách nhiệm, nghị sĩ Charles Key, cho rằng 'không thể thực hiện được để kiểm tra các cơ sở lưu trú công cộng, vốn là một phần của một văn phòng nơi công việc bí mật được thực hiện'.
Mặc dù vậy, một chuyến tham quan đã được tổ chức cho các nhà báo vào ngày 17 tháng 3 cùng năm, với các thành viên của báo chí được Lord Hastings Ismay chào đón nồng nhiệt và được giám sát xung quanh các phòng bởi người trông coi họ là ông George Rance.

## Phục hồi và tái phát triển

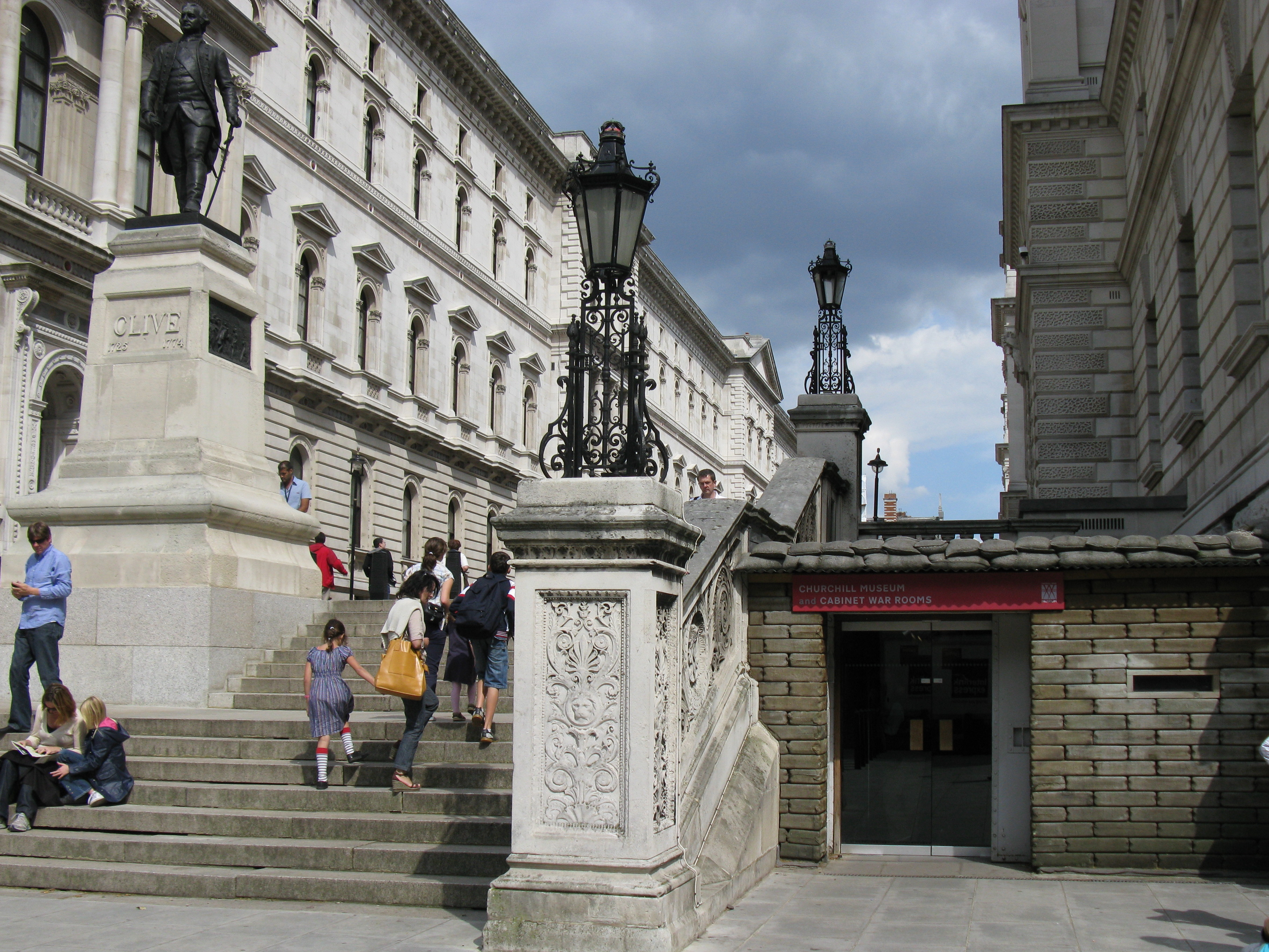
Lối vào Bảo tàng Churchill và Phòng Chiến tranh, có thể nhìn thấy bởi các bậc thang bên cạnh và Kho bạc Hoàng gia HM.

Sau một đợt mở rộng lớn Bảo tàng vào năm 2003, một dãy phòng của Churchill, cùng vợ và các cộng sự thân cận của ông sử dụng làm chỗ ở cũng đã được triển lãm thêm vào bên trong bảo tàng. Việc trùng tu lại những căn phòng này cùng với số đồ đạc và đồ dùng để cất giữ đã bị tướt đoạt sau chiến tranh lên đến 7,5 triệu bảng Anh.
Bảo tàng sử dụng rộng rãi công nghệ số nghe nhìn. Trung tâm của Bảo tàng là một bảng đồ tương tác dài 15 mét cho phép du khách truy cập các tài liệu số hóa, đặc biệt là từ Trung tâm Lưu trữ Churchill (CAC) thông qua 'tủ hồ sơ điện tử'.
Bảo tàng Thời chiến Churchill đã giành được Giải thưởng Bảo tàng của Hội đồng Châu Âu năm 2006. Trong giai đoạn năm 2009–2011, bảo tàng đã đón hơn 300,000 lượt khách mỗi năm.
Vào tháng 6 năm 2012, lối vào của bảo tàng đã được thiết kế lại bởi nhóm Clash Architects với các kỹ sư tư vấn của công ty Price & Myers.